# شين كنوكس
شين كنوكس (بالإنجليزية: Shane Knox)‏ (مواليد 8 سبتمبر 1965) هو ملاكم أسترالي، مثّل بلاده في الألعاب الأولمبية الصيفية 1984.

## روابط خارجية
شين كنوكس على موقع أوليمبيديا (الإنجليزية)
- شين كنوكس على موقع اللجنة الأولمبية الأسترالية (الإنجليزية)